# Средиземноморская славка

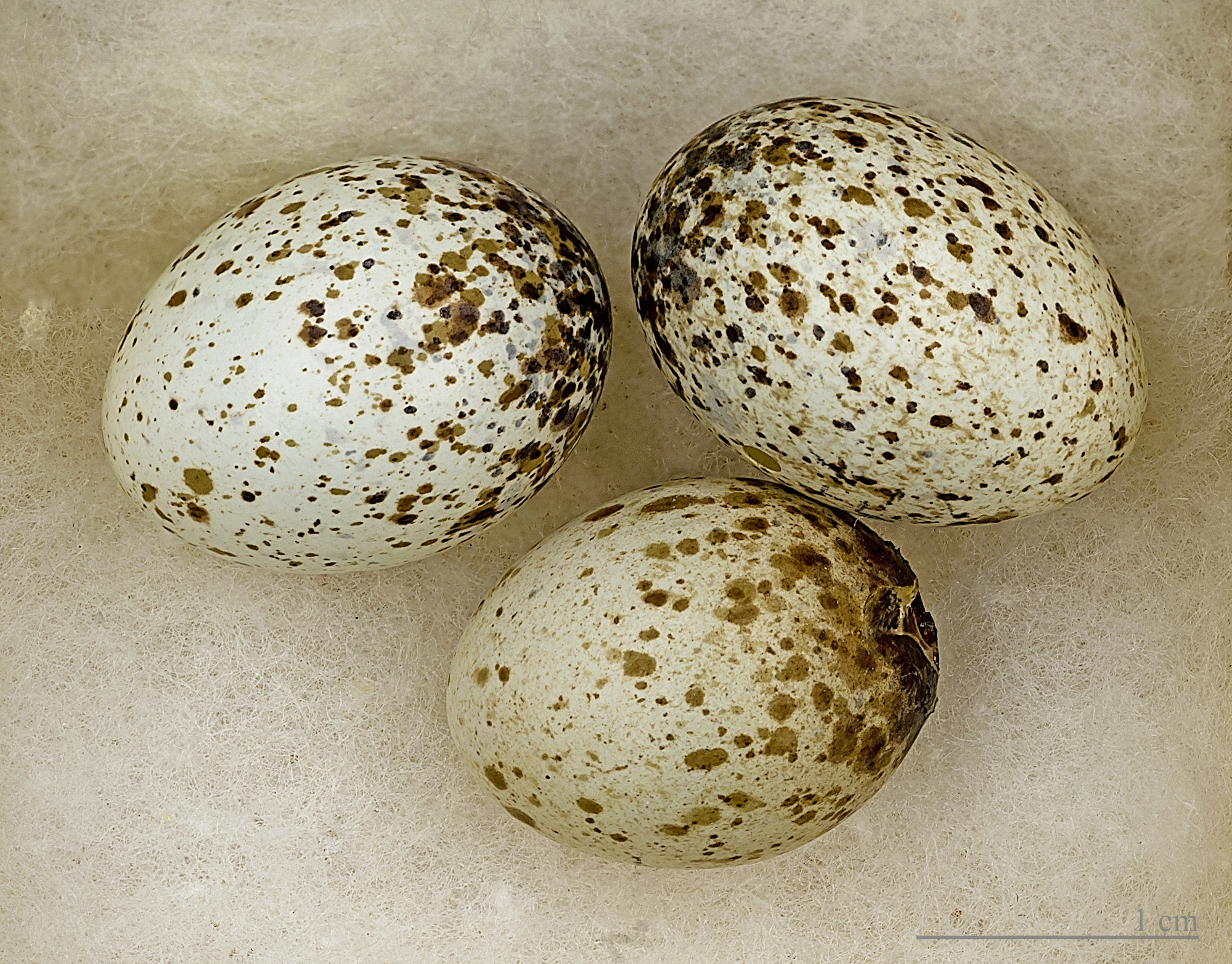
Sylvia melanocephala

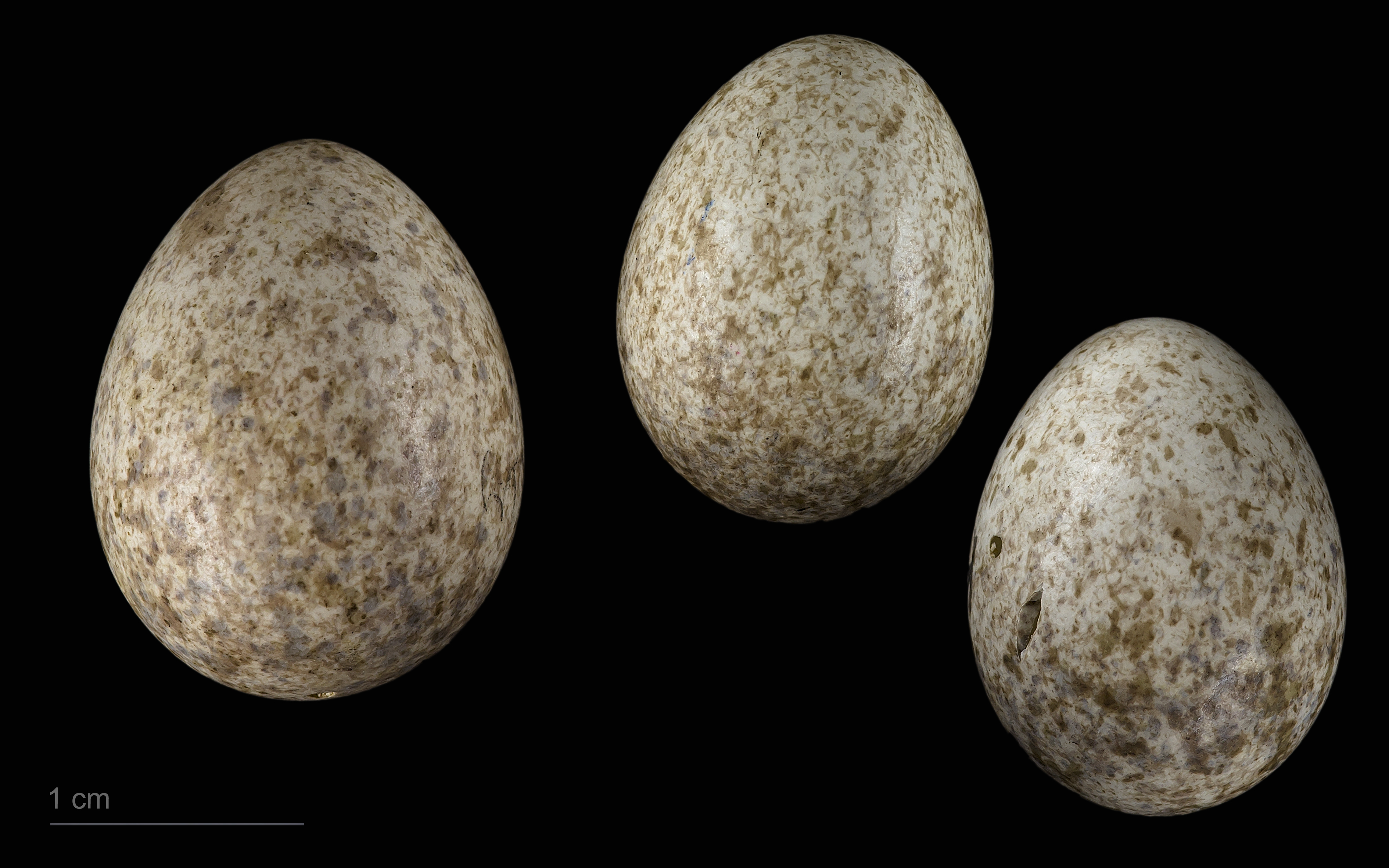
яйцо Cuculus canorus canorus + Sylvia melanocephala - Тулузский музеум

Средиземноморская славка, или масличная славка (лат. Curruca melanocephala) — птица из семейства славковых, обитающая в Средиземноморском регионе.

## Описание
Длина тела составляет от 13 до 14 см. Выражен половой диморфизм. У самцов оперение верхней части тела тёмно-серого цвета, голова чёрная, грудь и брюхо светло-серые, окологлазное кольцо красное. У самок голова серая, спина коричневого, а боковые стороны серо-бурого цвета. Брюхо светлее. Окологлазное кольцо матово-красное.
Песня средиземноморской славки очень громкая, состоит из скрипучих и скрежечущих звуков и очень коротких свистов.

## Распространение
Средиземноморская славка живёт в ландшафтах с густым и высоким кустарником, в открытых, низкорослых лесах с подлеском, а также в садах и рощах.
Вид обитает в регионе Средиземноморья, большей частью в Испании и Италии, за исключением северной части, и далее в Марокко. Благодаря мягкому климату птицам не нужно зимой лететь на юг, тем не менее, немногие особи мигрируют в Северную Африку.

## Питание
Птицы питаются, прежде всего, насекомыми, а также ягодами.

## Размножение
В апреле или мае птицы строят на небольшой высоте в густом кустарнике маленькое чашеобразное гнездо. Затем самка по очереди откладывает от 3 до 5 яиц различной окраски. Инкубационный период длится от 13 до 14 дней. Самец и самка сменяют друг друга при высиживании и кормлении. Птенцы покидают гнездо на десятый или одиннадцатый день и прячутся в листве. За сезон происходит одна или две кладки.